# Me, My Gitar & The Blues
Me, My Gitar & The Blues (укр. Я, моя гітара та блюз) — студійний альбом блюзового співака і гітариста Джиммі Докінса, випущений лейблом Ichiban Records 26 серпня 1997 року. Записаний з 5 по 12 травня 1997 року на студії KALA Studios в Атланті.
Пісню «If It Ain't Love» виконала співачка Френсін Рід.

## Список композицій
1. «Back to School» (Рік Міллер) — 4:58
2. «You Don't Want Me» (Рік Міллер) — 4:27
3. «Down Down Baby» (Скотт Еллісон, Джон Гудвін) — 3:22
4. «I'm Running» (С. Добінес) — 6:07
5. «Tuff Girl» (С. Добінес) — 4:56
6. «Me, My Gitar and the Blues» (Джиммі Докінс, Рік Міллер) — 6:48
7. «Jimmy's Bag» (Джиммі Докінс) — 3:38
8. «Tru Love» (Даян Браун) — 6:11
9. «Back Street Blues» (Джиммі Докінс) — 3:48
10. «Cold as Hell» (Майк Лоренс) — 4:52

## Учасники запису
- Джиммі Докінс — гітара і вокал
- Френсін Рід — вокал (3)
- Майк Лоренс — ритм-гітара
- Леброн Скотт — бас
- Френк Амато — орган (3,6)
- Стіві Макрей — клавішні, орган
- Браєн Коул — ударні

### Технічний персонал
- Браєн Коул — продюсер
- Джиммі О'Нілл — асистент інженера
- Едді Міллер — інженер, продюсер
- Френсіс П. Дрейєр — дизайн
- Емметт Мартін — фотографія